# Slaget om Green Islands
Slaget om Green Islands utkämpades 29 januari-27 februari 1944 mellan Japan och allierade styrkor ur den nyzeeländska 3:e divisionen och USA. Greenöarna, belägna mellan Bougainville och Niu Ailan, var en del av Australiens Territory of New Guinea. De allierade styrkorna invaderade flera öar och återtog dem från tungt underlägsna japanska styrkor.
Efter blivit säkrat blev Greenöarna en framskjuten bas för amerikanska South Pacific Combat Air Transport Command (SCAT), som levererade material och post till stridande soldater och evakuerade sårade. Det blev också bas för USA:s marinkårs jaktplan och bombplan som deltog i de allierade försöken att isolera den japanska basen på Rabaul och Kavieng. Basens första befälhavare var löjtnant Richard M. Nixon, senare USA:s president.